# Soul!
| Recensione | Giudizio |
| ---------- | -------- |
| AllMusic   | [ 2 ]    |

Soul! è il secondo album discografico della cantante statunitense Timi Yuro, pubblicato dalla casa discografica Liberty Records nel gennaio del 1962.

## Tracce

### LP
Lato A
1. Be Anything (But Be Mine) – 2:23 (Irving Gordon)
2. A Lovely Way to Spend an Evening – 2:30 (Harold Adamson, Jimmy McHugh)
3. If I Had You – 2:23 (Jimmy Campbell, Reg Connelley, Ted Shapiro)
4. There Goes My Heart – 2:20 (Benny Davis, Abner Silver)
5. Stardust – 3:22 (Mitchell Parish, Hoagy Carmichael)
6. You Belong to My Heart – 2:05 (Ray Gilbert, Agustín Lara)

Lato B
1. If I Didn't Care – 2:21 (Jack Lawrence)
2. Then I'll Be Tired of You – 2:18 (E. Y. Harburg, Arthur Schwartz)
3. Nothing in the World (Could Make Me Love You More Than I Do) – 2:53 (Clyde Otis, Belford Hendricks, Brook Benton)
4. Don't Take Your Love from Me – 2:27 (Henry Nemo)
5. Once in a While – 2:30 (Bud Green, Michael Edwards)
6. Somewhere Along the Way – 3:25 (Sammy Gallop, Kurt Adams)

## Musicisti
- Timi Yuro - voce
- Lois Winter Singers  - accompagnamento vocale, cori
- Belford Hendricks - arrangiamento, conduttore orchestra
- Componenti dell'orchestra non accreditati

Note aggiuntive
- Clyde Otis - produttore
- Pate, Francis & Monahan - design copertina album originale
- Garrett-Howard, Inc. - fotografia copertina album originale[4]